# Distretto di Dongxihu
Il distretto di Dongxihu (东西湖区S, Dōngxīhú QūP) è un distretto della Cina, situato nella provincia di Hubei e amministrato dalla città sub-provinciale di Wuhan.